# Blas González Ortúzar
Blas González Ortúzar; político chileno. Nació en Talca, en 1798. Falleció en Santiago en 1855. Hijo de don José Manuel González y Ossa y doña Elisa Ortúzar Ovalle.
Dedicado a la agricultura de una hacienda cercana a Talca. Sumado a las ideas conservadoras, fue elegido diputado por Talca en 1849. En este período integró la Comisión permanente de Educación y Beneficencia.